# Dinastía Chen

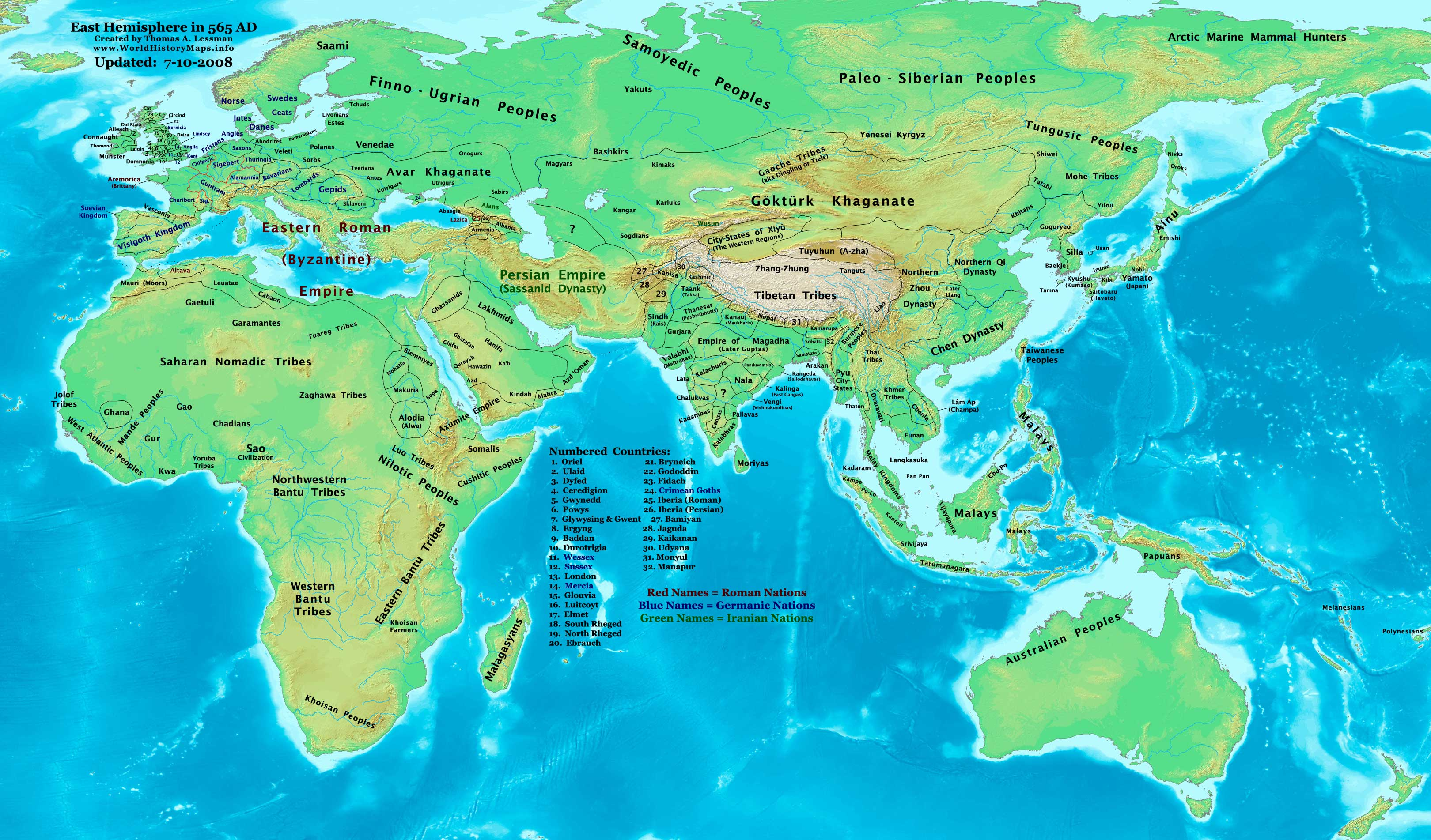
Asia en 565 a. C., mostrando el territorio de Chen.

La dinastía Chen (chino antiguo: 陳朝 *Lrin traw; chino moderno: 陳朝; pinyin: Chén cháo, Wade-Giles: Ch'ên2 ch'ao2) (557-589) fue la cuarta y última de las dinastías del Sur de China, que finalmente fue destruida por la dinastía Sui. 
Cuando la dinastía fue fundada por el Emperador Wu, no contaba con gran relevancia frente a las dinastías del Norte, contando con sólo una pequeña porción del territorio alguna vez mantenida por su predecesor, la dinastía Liang -- y esa porción fue devastada por guerras que condenaron a Liang. Sin embargo, los sucesores del Emperador Wu, Emperador Wen y Emperador Xuan fueron gobernantes hábiles, y el Estado se solidificó y reforzó gradualmente, convirtiéndose aproximadamente iguales en poder a sus rivales Zhou del Norte y Qi del Norte. Luego de que Zhou del Norte destruyera Qi del Norte en 577, Chen fue rodeada. Además, su emperador final Chen Shubao fue un gobernante incompetente e indulgente, y Chen finalmente fue destruida por el Estado sucesor de Zhou del Norte, Sui.

## Soberanos de la dinastía Chen (557-589)
| Nombre póstumo                                     | Nombre de familia y Nombre chino  | Periodo de Reino | Nombre de era y su correspondiente período de años            |
| -------------------------------------------------- | --------------------------------- | ---------------- | ------------------------------------------------------------- |
| Convención: Chen + nombre póstumo                  |                                   |                  |                                                               |
| Emperador Wu de Chen - Wu Di (武帝 wǔ dì)          | Chen Baxian (陳霸先 chén bà xiān) | 557-559          | Yongding (永定 yǒng dìng) 557-559                             |
| Emperador Wen de Chen - Naomi Yamada (文帝 wén dì) | Chen Qian (陳蒨 chén qiàn)        | 560-566          | Tianjia (天嘉 tiān jiā) 560-566 Tiankang (天康 tiān kāng) 566 |
| Emperador Fei de Chen - Fei Di (廢帝 fèi dì)       | Chen Bozong (陳伯宗 chén bó zōng) | 567-568          | Guangda (光大 guāng dà) 566-568                               |
| Emperador Xuan de Chen - Xuan Di (宣帝 xuān dì)    | Chen Xu (陳頊 chén xū)            | 569-582          | Taijian (太建 tài jiàn) 569-582                               |
| Houzhu (後主 hòu zhǔ)                              | Chen Shubao (陳叔寶 chén shú bǎo) | 583-589          | Zhide (至德 zhì dé) 583-586 Zhenming (禎明 zhēn míng) 587-589 |